# Birgitta Carlsson
Gerd Birgitta Carlsson, född 3 februari 1943 i Ornunga församling i Älvsborgs län, är en lantbrukare och svensk politiker (centerpartist). Hon var ordinarie riksdagsledamot 1991–2006, invald för Västra Götalands läns östra valkrets (tidigare under valkretsnamnet Skaraborgs län).
I riksdagen var hon ledamot i lagutskottet 1994–1998 och socialförsäkringsutskottet 1998–2006. Hon var även ledamot i krigsdelegationen 1998–2002 och riksdagens valberedning 1998–2002. Carlsson var suppleant i bostadsutskottet, EU-nämnden, miljö- och jordbruksutskottet, näringsutskottet, utbildningsutskottet och riksdagens valberedning. Efter tiden som riksdagsledamot var hon suppleant i Riksrevisionens styrelse 2006–2010.